# Schwyz
Schwyz (tyska) (tyskt uttal: [ʃviːts]
 ( lyssna), franska: Schwytz, italienska: Svitto, rätoromanska: Sviz) är en stad och kommun i distriktet Schwyz i kantonen Schwyz i centrala Schweiz. Kommunen har 16 181 invånare (2023). Schwyz är huvudort i kantonen med samma namn.
Kommunen består av orterna Schwyz, Rickenbach, Ibach och Seewen.
Namnet på staden Schwyz känt från år 972 och skrevs då "Suittes". Namnet på landet Schweiz kommer från staden Schwyz. Järnvägsstationen Schwyz ligger i orten Seewen.

## Geografi
Staden Schwyz är belägen vid foten av berget Grosser Mythen, nära Vierwaldstättersjön. Den ligger cirka 27 kilometer öster om Luzern och cirka 40 kilometer söder om Zürich. Schwyz ligger på en höjd av 516 meter över havet.
Schwyz har en yta om 53,18 km². Av denna areal används 24,79 km² (46,6 %) för jordbruksändamål och 19,94 km² (37,5 %) utgörs av skogsmark. Av resten utgörs 5,39 km² (10,1 %) av bostäder och infrastruktur, medan 2,99 km² (5,6 %) är impediment.

## Ekonomi
Företaget Victorinox har sitt huvudkontor och huvudfabrik i orten Ibach. De tillverkar den berömda schweiziska armékniven som finns i många olika utföranden.

## Demografi
Kommunen Schwyz har 16 181 invånare (2023). En majoritet (90,8 %) av invånarna är tyskspråkiga (2014). 75,1 % är katoliker, 5,0 % är reformert kristna och 19,9 % tillhör en annan trosinriktning eller saknar en religiös tillhörighet (2014).